# Rhyacophila bifila
Rhyacophila bifila là một loài Trichoptera trong họ Rhyacophilidae. Chúng phân bố ở miền Tân bắc.